# Stella (film 2008)
Stella è un film del 2008 diretto da Sylvie Verheyde.
Si tratta di una pellicola autobiografica che ripercorre fasi della vita della stessa regista e sceneggiatrice.

## Trama
Parigi, 1977. Stella è una ragazzina di 11 anni, vive con i suoi genitori sopra al bar che gestiscono, i quali però non prestano molta attenzione all'educazione della figlia. Stella è abituata a frequentare i clienti del bar, per esempio è più preparata sul calcio che sulla grammatica, infatti i suoi voti sono pessimi e rischia la bocciatura. Nel prestigioso istituto scolastico dove è stata ammessa si sente un pesce fuor d'acqua, fa amicizia solamente con Gladys, figlia di intellettuali ebrei argentini.

## Distribuzione
È stato presentato il 29 agosto 2008 alle Giornate degli autori della 65ª Mostra del Cinema di Venezia. In Francia è uscito il 12 novembre, in Italia il 5 dicembre.

## Curiosità
- Il film che in una scena Stella sta guardando in televisione è L'imperatrice Caterina di Josef von Sternberg con Marlene Dietrich.